# Gough-sármánypinty
A Gough-sármánypinty (Rowettia goughensis) a madarak osztályának verébalakúak (Passeriformes) rendjébe és a tangarafélék (Thraupidae) családjába tartozó Rowettia nem egyetlen faja.

## Rendszerezése
A fajt William Eagle Clarke brit ornitológus írta le 1904-ben, a Nesospiza nembe Nesospiza goughensis néven. Nevét a szigetről kapta, ahol él.

## Előfordulása
Az Atlanti-óceán déli részén, Szent Ilona, Ascension és Tristan da Cunha, az Egyesült Királyság tengeren túli területéhez tartozó Gough-szigetén honos.
Természetes élőhelyei a szubtrópusi és trópusi gyepek és cserjések. Állandó, nem vonuló faj.

## Megjelenése
Testhossza 26 centiméter, testtömege 50-56 gramm.

## Természetvédelmi helyzete
Az elterjedési területe nagyon kicsi, egyedszáma 1000 példány körüli és csökken.  A Természetvédelmi Világszövetség Vörös listáján súlyosan veszélyeztetett fajként szerepel.